# 河洛歌子戲團
河洛歌子戲團，專營大型舞台公演的台灣民營歌仔戲劇團，總部在台北市，藝術總監陳永明、創團團長劉鐘元（歿），邱錦華女士接手經營 。2020年12月31日
王金櫻辭去藝術總監一職。

劉鍾元早期製作廣播歌仔戲與電視歌仔戲。
1980年代和中國電視公司合組中視歌仔戲團製作電視歌仔戲。1985年，劉鍾元創立河洛歌子戲團。1990年代，河洛歌子戲團提出「精緻歌仔戲」的概念，認為傳統歌仔戲必需結合現代劇場元素，並講求唱腔、身段，才能使歌仔戲在現代社會中生存。自此「精緻歌仔戲」成為歌仔戲演出的新型態，這種結合編劇、導演、音樂、舞台技術，並加入編曲編腔、燈光音效、服裝布景設計的演出，為歌仔戲表演藝術注入新生命，而河洛也被當作精緻歌仔戲的代表劇團，成為各劇團仿效的目標。
1991年的《曲判記》國家戲劇院世界首演是河洛歌子戲團的第1部大型舞台公演歌仔戲。

## 主要演員
初期有尤崑（歿）、陳寶華夫婦；陳昇琳（歿）、王金櫻、黃香蓮、唐美雲、許亞芬、小咪、石惠君、張素卿（包喜）等。唐美雲於1997年獨立成團后，請來郭春美、呂雪鳳領銜。
現在新生代當家小生為陳禹安。主要演員有沈東生、黃亦潔、林芸丞、許麗坤。

## 電視歌仔戲
- 《花田錯》
- 《大漢中興》
- 《慈雲太子》
- 《李世民夢遊記》
- 《義薄雲天》
- 《闖堂救婿》
- 《梅玉配》
- 《漢宮怨》
- 《團圓之後》
- 《啞女告狀》
- 《鳳冠夢》
- 《三戲正德皇帝》
- 《三進士》
- 《私生子》
- 《千古長恨》
- 《周公鬥法桃花女》
- 《太子復仇》

## 歌仔戲大型舞台公演
- 《曲判記》
- 《天鵝宴》
- 《殺豬狀元》
- 《皇帝秀才乞丐》
- 《鳳凰蛋》
- 《欽差大臣》
- 《命運不是天註定》
- 《賣身做父》
- 《新鳳凰蛋》
- 《秋風辭》
- 《彼岸花》
- 《新天鵝宴》
- 《太子回朝》
- 《東寧王國》
- 《竹塹林占梅》
- 戲弄傳奇 中山狼
- 戲弄傳奇白賊七
- 《良弓吟》
- 《梁皇寶懺》
- 《風起雲湧鄭成功》----2008年首演
- 《山寨情仇》---2009年首演
- 《呂洞賓》
- 《海瑞打虎》
- 《大稻埕傳奇》
- 《順天1786》
- 《呂蒙正》
- 《初見。終回》

## 外部連結
- 河洛歌子戲團的Youtube頻道 （页面存档备份，存于）
- 河洛歌子戲團的Facebook專頁